# 브라이언 크르자니크

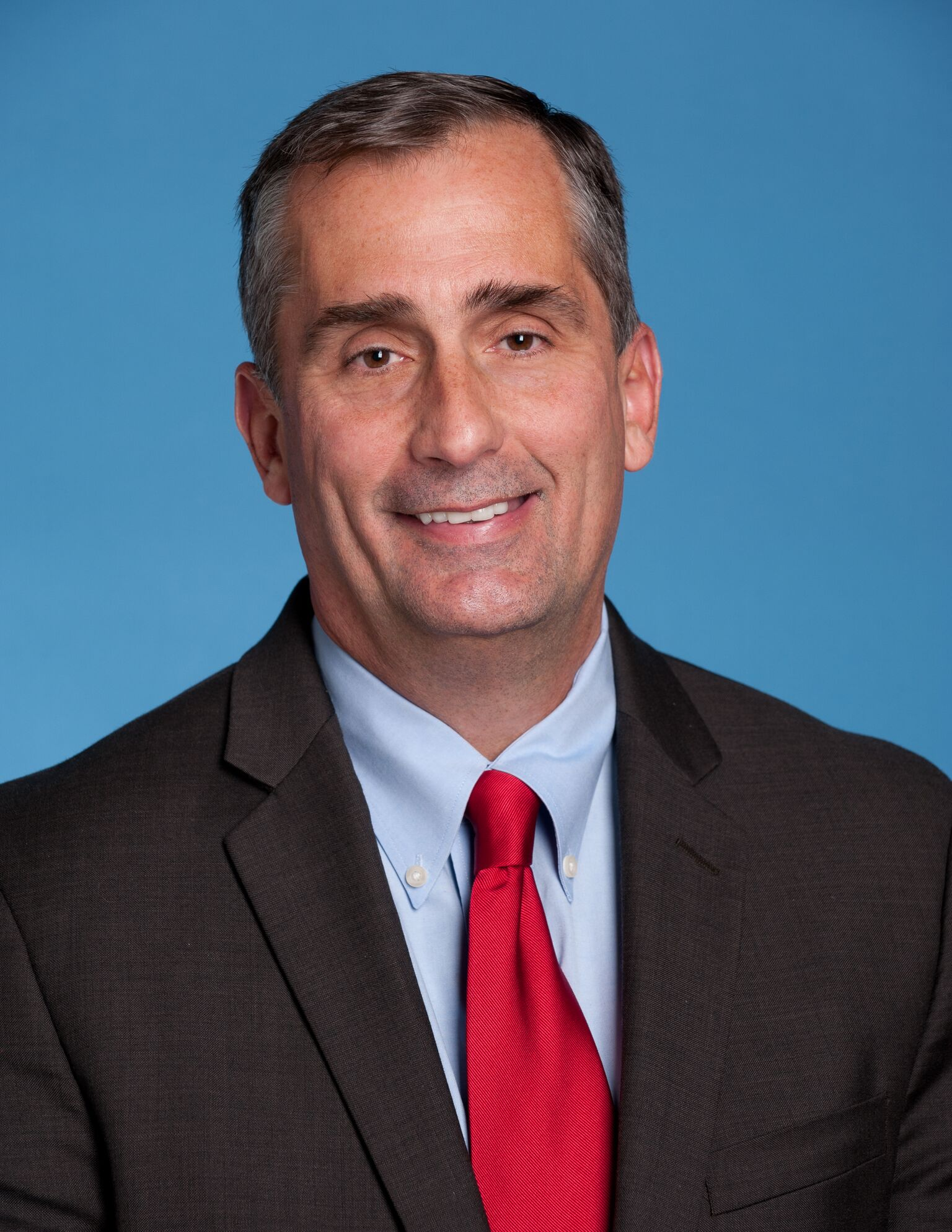
2014년 모습

브라이언 크르자니크(Brian Krzanich, 본명: 브라이언 매튜 크르자니크, Brian Matthew Krzanich, 1960년 5월 9일 ~ )는 미국의 엔지니어이다. 크르자니크는 1982년 엔지니어로 인텔에 입사하여 2013년 5월 CEO로 승진하기 전까지 최고운영책임자(COO)를 역임했다. 크르자니크가 CEO로 재직하는 동안 인텔은 대대적인 구조 조정을 거쳐 모바일 칩 시장에서 철수했다. 크르자니크의 결정으로 인해 인텔은 칩 제조업체인 TSMC 및 삼성전자에 비해 10나노미터 칩을 생산하는 데 어려움을 겪었으며 그 결과 컴퓨터 칩 사업에서 AMD와 같은 경쟁업체에 대한 수많은 지연과 시장 점유율 상실을 초래했다.
크르자니크는 디어 앤 컴파니 및 반도체 산업 협회 이사회는 물론 연방항공국에 자문을 제공하는 드론 자문 위원회에서도 활동했다. 그는 과거 부하 직원과 회사 정책에 반하는 합의 관계를 맺은 사실이 공개된 후 2018년 6월 21일 인텔에서 사임했다.